# Purbowangi
Purbowangi is een bestuurslaag in het regentschap Kebumen van de provincie Midden-Java, Indonesië. Purbowangi telt 5548 inwoners (volkstelling 2010).